# Gnaoua

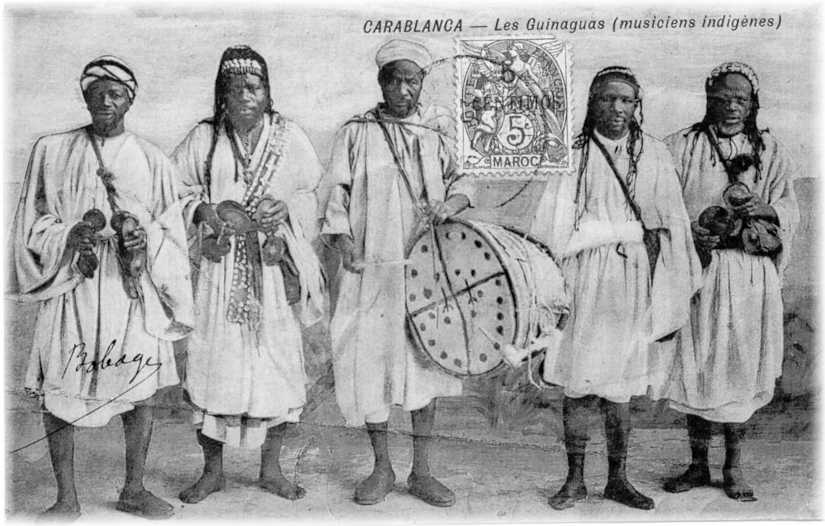
Gnaoua din Maroc, pe la anul 1920; Muzicanţi Gnaoua cântând la Gambri şi la Qraqech

Gnaoua sau Gnawa, (în limba arabă, قناوة, la singular gnaoui / gnawi), sunt descendenții foștilor sclavi proveniți din populații originare din Africa Neagră: (Senegal, Sudan, Ghana, ...). Au fost aduși de vechile dinastii care au traversat istoria Marocului și în parte cele ale Algeriei și Tunisiei, începând cu imperiul Almohade, pentru lucrările la clădirile palatului și pentru întărirea oștilor.
Constituirea în confrerii ale gnaoua în Maroc se articulează în jurul muzicienilor (mâallemi), cântăreți la un instrument (cvasiexclusiv qraqech (sau qrâqeb) – un fel de crotale – și gambri), prezicători (chouaafa), mediumuri și simpli adepți. Ei practică împreună un rit de posesie sincretică (numit Lila în Maroc, Diwan în Algeria) și în care se amestecă intonații africane și arabo-berbere, în timpul căruia practică dansuri de posesie și transa, de tip Vaudou.

## Origini
Potrivit unor bătrâni și a unor rari erudiți Gnaoua, muzica și riturile Gnaoua/Gnawa ar avea originile în Vaudou. Practicanții acestor rituri, care de altfel s-au păstrat de-a lungul timpului, au trebuit să le metamorfozeze, pentru a putea supraviețui și a adopta islamul ca religie, tot așa cum semenii lor, luați sclavi și transportați în America, au adoptat creștinismul.
În timpul perioadei coloniale, mai mulți cercetători și antropologi au încercat să înțeleagă și să clasifice sistemul religios din Maghreb. Astfel, începând de la sfârșitul secolului al XIX-lea, Gnaoua/Gnawa sunt identificați ca fiind o confrerie religioasă populară ale cărei practici terapeutice provine din moștenirea cultelor animiste subsahariene importate de generații de sclavi stabiliți în Maroc.
Lucrările privitoare la cultul sfinților maghrebini sau cele privitoare la comerțul cu sclavi pe pământ islamic au încercat să identifice proveniența acestei comunități și a practicilor sale rituale, explorând originea cuvântului Gnawa/Gnaoua. Explicația oferită de Maurice Delafosse în 1924, a rămas vreme îndelungată unica referință etimologică a cuvântului și a fost adoptată de generații de cercetători. Potrivit lui Delafosse, expresia berberă akal-n-iguinaouen care semnifică țara negrilor, ar fi dat naștere la cuvântul Guinée „Guineea” precum și cuvântului Gnawa/Gnaoua, prin asemănare fonetică. Gnawa/Gnaoua ar semnifica deci omul negru sau venind din țara negrilor.
Totuși, în absența datelor istorice probatoare, doar această înrudire fonetică a permis sprijinirea ipotezei originei subsahariene a acestei comunități și a riturilor sale. Cercetătorii contemporani admit că este dificil astăzi să se identifice originea Gnaoua/Gnawa pornind de la numele lor, cu atât mai mult cu cât ei nu sunt toți negri, arabi sau musulmani. Există Gnaoua/Gnawa berberi și Gnawa/Gnaoua evrei, tot așa cum alte confrerii religioase, zise de foști sclavi, înrudiți cu Gnaoua/Gnawa din Maroc, există de bine de rău dar sub nume diferite: în Algeria (Diwan), în Tunisia (Stambali), în Fezzan din Libia (Sambali) și chiar în Egipt (Zar).
Pentru a răspunde la întrebarea privitoare la originile comunității gnaoua/gnawa și a riturilor sale, este necesar să ne întoarcem privirea spre structura sistemului religios din Maroc și spre istoria comerțului cu sclavi pe pământ islamic. Astfel, frecvența întâlnirilor și deplasărilor între Africa neagră și albă nu se limitează la schimburile comunităților servile. Aceste schimburi în cele două sensuri n-au putut decât să favorizeze relațiile dintre cele două Africi și să pregătească  progresiv emergența confreriilor așa cum sunt Gnawa/Gnaoua în Maroc, Diwan în Algeria sau Stambali în Tunisia. Tot așa, asemănările dintre practicile rituale ale Gnaoua/Gnawa și cele ale confreriilor soufis marocane dovedesc o adevărată înrudire spirituală care exclude teza unui sincretism în care o religie exterioară s-ar fi acomodat unei religii dominante. Este vorba de constituirea complexă și progresivă a unei comunități și a unei practici religioase, pe o perioadă îndelungată, prin «straturi diverse» și prin aporturi asemănătoare. Este mai judicios să se vorbească aici, pentru a răspunde la întrebarea cu privire la originile acestei comunități și a practicilor sale, de o «sinteză», mai degrabă decât de o formă de acomodare, de metisaj sau de sincretism.

## Muzica

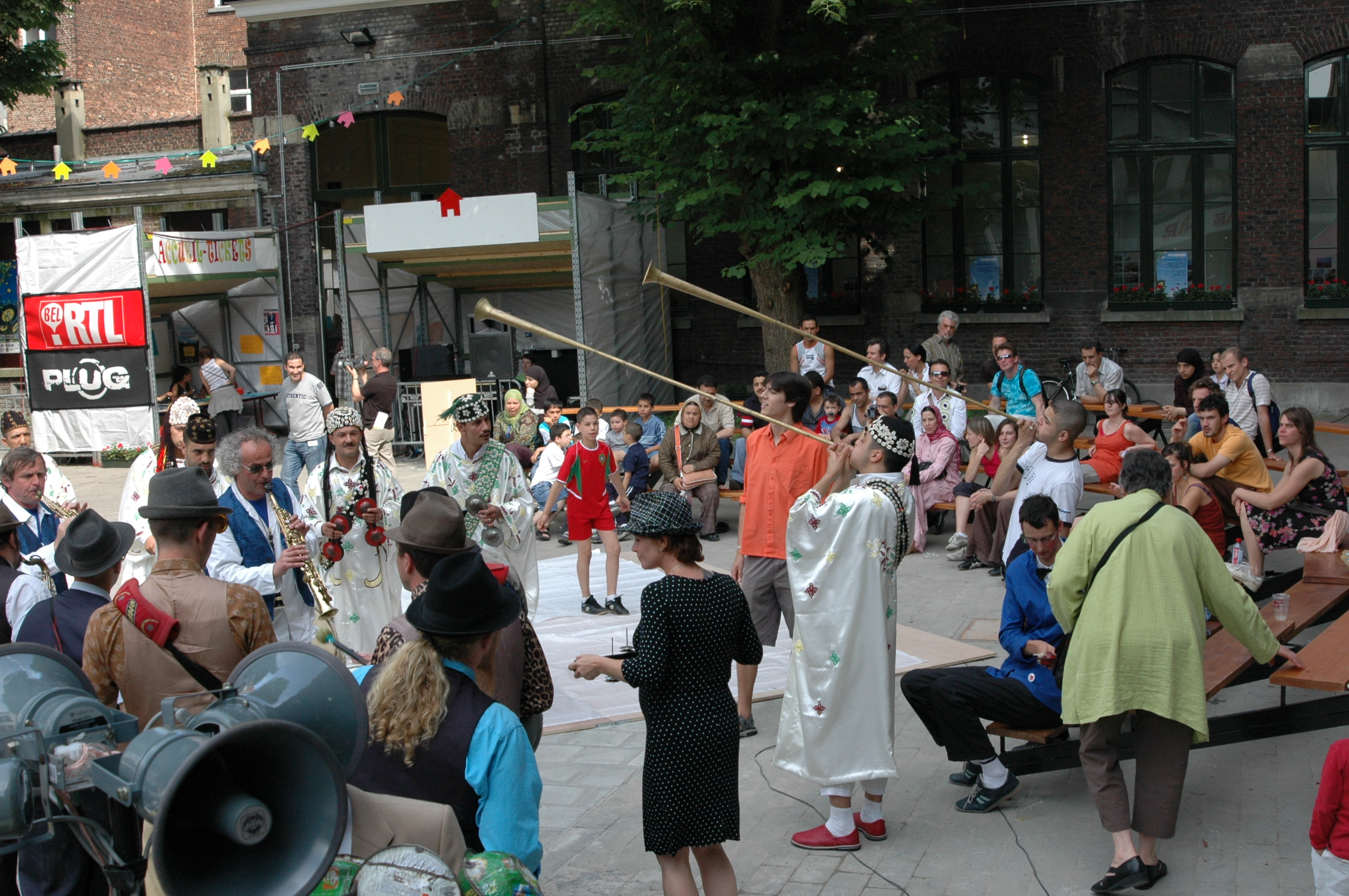
Muzicanţi Gnaoua

Cu turismul important și schimburile culturale existente între Maroc și Occident, muzica gnaoua/gnawa se internaționalizează grație influențelor exterioare Maghrebului, prin personalități muzicale precum Bill Laswell, Adam Rudolph și Randy Weston, care fac deseori apel la muzicanții gnaoui în compozițiile lor.
Această muzică gnaoua îmbogățește și celelalte muzici din  Maroc (între care Rap-ul marocan), dar și cele din Algeria precum și artiștii franco-maghrebini, (ca Gnawa Diffusion sau Orchestra Națională Barbès).
Notorietatea muzicală a muzicii gnawa/gnaoua din Maroc scoate din umbră echivalenta sa algeriană (muzica Diwane sau Gnaoua/Gnawa din Algeria) care cunoaște de puțin timp un câștig de interes din partea concetățenilor săi.
Puriștii genului muzical se tem de o denaturare a stilului, ca urmare a obiectivelor comerciale uneori considerate ca excesive. Artiști, precum Hassan Hakmoun, de exemplu, organizează, la scară mare, spectacole pentru turiști.

### Festivalul Gnaoua de la Essaouira
Articol principal:Festivalul Gnaoua de la Essaouira
Festivalul de la Essaouira din Maroc este un loc important al adunării anuale a acestei confrerii.
Este un festival muzical care se ține la începutul fiecărei veri, în orașul marocan Essaouira. Festivalul îi aduce în scenă pe marii maeștri Mâalemines Gnaoua care interpretează muzică mistică și sacră a Gnaoua/Gnawa. Câteva sute de mii de vizitatori din lumea întreagă sunt atrași de acest mare eveniment muzical. Festivitățile se desfășoară în tot orașul și îndeosebi la nivelul celor două mari porți ale medinei (place Moulay el Hassan și Bab Marrakech), unde sunt instalate cele două mari scene. Essaouira este de nerecunoscut în timpul festivalului: întregul oraș trăiește în febra gnaoua.

### Câțiva maeștri gnaoua «Mâalems Gnaoua»
- Mâalem Iguider walid
- Mâalem Boubker (Essaouira)
- Mâalem Sam (Casablanca)
- Mâalem Essaid Salmane (Marrakech)
- Hamid El Kasri
- Abdeslam Alikane
- Mâalem Seddik Smicka
- Mustapha Bakbou
- Allal Soudani
- Hamsa Soudani
- Hicham Merchane
- Abderrahim Benthami
- Abdeslam Belghiti
- Hassan Boussou
- Mahmoud Al Filali
- Mahmoud Guinia
- Maâlem Abdelkader
- H'mida Boussou (Casablanca)
- Mahjoub (Safi)
- Abdellah Boulkhair El Gourd
- Defunctul Maalem Damou Mohamed /Bechar/
- Mâalem Brahim Berrezoug zis /Garros/Bechar/